# Krusty Krab
O Krusty Krab (Krusty Krab (português europeu) ou Siri Cascudo (português brasileiro)) é um restaurante de fast food fictício presente no seriado animado SpongeBob SquarePants, famoso por comercializar seu hambúrguer de assinatura, o Krabby Patty, cuja fórmula é um segredo comercial bem guardado. Fundado por Mr. Krabs, que também é proprietário e gerente, possui dois funcionários em período integral: SpongeBob SquarePants, que trabalha como cozinheiro, e o caixa Squidward Tentacles. O Krusty Krab é considerado "o melhor estabelecimento de alimentação" no Bikini Bottom e tem como principal concorrente o Chum Bucket, operado pelo inimigo de Krabs, Plankton.
Um dos principais cenários da série, o Krusty Krab foi introduzido no episódio piloto  Help Wanted, em 1.º de maio de 1999, no qual SpongeBob se candidata ao trabalho de cozinheiro no restaurante. Além disso, ele foi apresentado em outras mídias, incluindo adaptações cinematográficas, o espetáculo musical SpongeBob SquarePants, da Broadway, em jogos eletrônicos e brinquedos. O restaurante foi referenciado ou parodiado na cultura popular e também inspirou estabelecimentos da vida real.

## Papel emSpongeBob SquarePants
O Krusty Krab é um restaurante de fast food de destaque na cidade subaquática de Bikini Bottom. Propriedade de Eugene Krabs (Mr. Krabs), o estabelecimento é famoso por servir o sanduíche Krabby Patty. Além do próprio proprietário, que atua como gerente, o restaurante tem outros dois funcionários: Squidward Tentacles e SpongeBob SquarePants, que trabalham como caixa e cozinheiro, respectivamente. Em alguns episódios, Patrick Star também trabalha no local em diferentes cargos.
No outro lado da rua, situa-se o Chum Bucket, um outro restaurante de fast food de propriedade e operado por Plankton, que era o melhor amigo do Mr. Krabs; porém, posteriormente, tornou-se seu principal concorrente. Suas tentativas frustradas de roubar a receita secreta do Krabby Patty para replicar e arruinar o Krusty Krab são um dos principais tópicos da trama ao longo da série.
O Krusty Krab geralmente atrai clientes do Bikini Bottom por causa do gosto renomado do Krabby Patty e pelo fato de o restaurante do Plankton ter um menu que consiste em isca composta por partes de peixes, que é considerada quase intragável pelos outros personagens. Como resultado, o Krusty Krab se tornou um dos restaurantes de maior sucesso na cidade, o que fez com que SpongeBob o chamasse de "o melhor estabelecimento de alimentação inaugurado". O Mr. Krabs frequentemente explora a popularidade do estabelecimento, aumentando abusivamente os preços dos produtos e cobrando de seus próprios funcionários pelo uso dos serviços do edifício. Em um episódio que retrata o edifício Krusty Krab em um momento passado ao que ocorre a série, ele é mostrado como um lar de idosos degradado chamado Rusty Krab, o qual o Mr. Krabs adquiriu e depois converteu em um restaurante." Em outro, o restaurante também era o nome de um navio pirata pertencente ao Mr. Krabs antes de ele iniciar o negócio.

### Krabby Patty
O cardápio do Krusty Krab, intitulado Galley Grub, consiste principalmente de itens comuns de fast food, como batatas fritas e refrigerantes. O sanduíche popular do restaurante, o Krabby Patty, é celebrado, em grau cômico, pelos cidadãos de Bikini Bottom. No filme The SpongeBob Movie: Sponge Out of Water, o Mr. Krabs afirma que o sanduíche une a sociedade, e, sem ele, haverá um colapso completo da ordem social!" O sanduíche compreende em dois pães e, entre eles, hambúrguer, alface, queijo, cebola, tomate, ketchup, mostarda e picles (nessa ordem). A receita do hambúrguer é um segredo comercial bem guardado, que levou os espectadores a especular sobre seu conteúdo. Várias teorias de fãs foram formadas para adivinhar o ingrediente secreto.
Segundo o animador Vincent Waller [en], "absolutamente não há carne no Krabby Patty. Não há produtos de origem animal lá", algo que sempre foi planejado pelo criador da série, Stephen Hillenburg. Mr. Lawrence, um escritor do programa e dublador de Plankton, explicou que os roteiristas do programa não podem descrever peixes como alimento; ele afirmou que não há carne servida no Bikini Bottom, exceto no Chum Bucket. Tom Kenny, o dublador de SpongeBob, brincou: "os Krabby Patty são homus!" Alguns comentaristas sugerem que não há realmente nenhum ingrediente secreto, justificando-se na avareza de Mr. Krabs. Um contribuinte do Hollywood.com escreveu que é tudo "um artifício astuto do Mr. Krabs", que distrai Plankton de gerenciar o Chum Bucket, e completa: "um marketing legitimamente brilhante!" Sobre a possibilidade de que a fórmula secreta de Krabby Patty seja revelada em episódios futuros, Waller disse em 2017 que "não esperaria por isso"; em 2019, ele afirmou que Hillenburg, que falecera em 2018, era a única pessoa que tinha o conhecimento do ingrediente secreto.

## Desenvolvimento

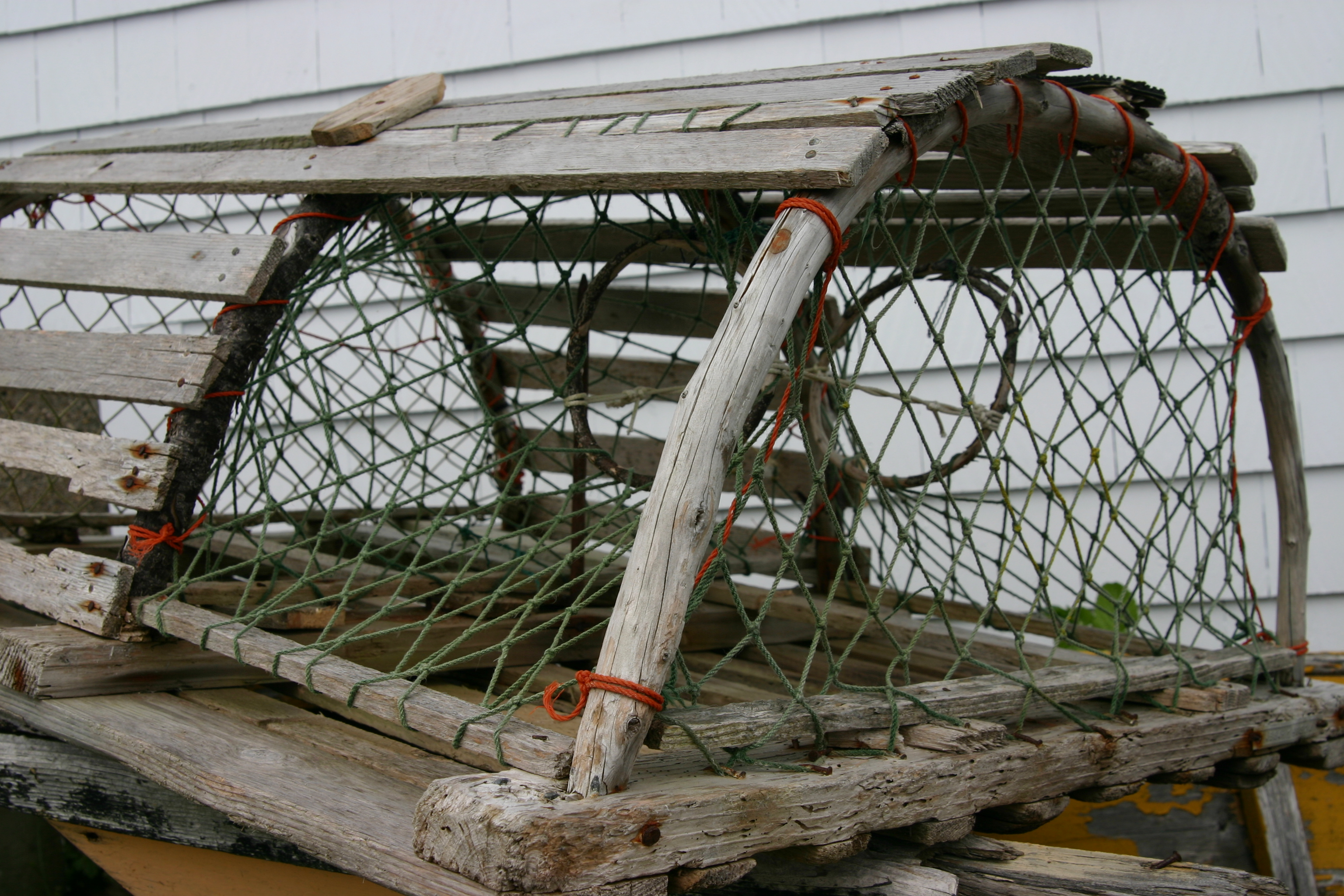
O design do Krusty Krab é baseado em uma armadilha de lagosta

Juntamente com a casa de SpongeBob, o Krusty Krab foi originalmente planejado para ser um local onde "o programa retornaria várias vezes, e no qual a maior parte da trama aconteceria". Ele estreou em "Help Wanted", o primeiro episódio do seriado, e apareceu em mais de 80% dos episódios desde 2018.
O Krusty Krab foi inspirado no período em que Stephen Hillenburg, criador da série, trabalhava como cozinheiro de lagostas em um restaurante fast-food de frutos do mar. A ocupação de SpongeBob foi diretamente baseada nessa experiência, enquanto o Mr. Krabs foi inspirado em seu então gerente. No entanto, este não era ganancioso como representado na série; Hillenburg adicionou esse detalhe para "dar mais personalidade" ao personagem.
Quando Hillenburg criou o Mr. Krabs pela primeira vez, seu sobrenome estava escrito como "Caranguejo", e o nome do restaurante era Crusty Crab. Ele mudou a ortografia pouco antes da produção começar no episódio piloto do programa, decidindo que as letras "K" eram mais engraçadas e memoráveis, e baseou o design do edifício em uma armadilha de lagosta.

## Em outros meios de comunicação
O restaurante esteve presente nas duas adaptações cinematográficas, The SpongeBob SquarePants Movie (2004) e The SpongeBob Movie: Sponge Out of Water (2015). Nesta última, a fórmula secreta de Krabby Patty era uma das principais pautas do enredo. Ele também foi adaptado para um espetáculo na Broadway,  SpongeBob SquarePants (musical). Tanto Krusty Krab quanto Krabby Patty foram referenciados ou parodiados na cultura popular, por exemplo, em "Major League of Extraordinary Gentlemen", um episódio da comédia de desenho animado Robot Chicken: um segmento mostra o Mr. Krabs usando pernas de caranguejo como ingrediente secreto dos sanduíches. Nas comunidades virtuais, a rivalidade entre Krusty Krab e Chum Bucket se transformou em memes.
O Krusty Krab é vendido em forma de brinquedos e tem sido incluído em muitas publicações e outras mercadorias de SpongeBob SquarePants; por exemplo, o Grupo Lego lançou dois conjuntos de construção para modelar o edifício do restaurante. Ele também apareceu em jogos eletrônicos relacionados com o seriado, incluindo SpongeBob SquarePants: Creature from the Krusty Krab, cujo título se refere ao restaurante. A Viacom, proprietária da Nickelodeon, ganhou milhões de dólares em produtos licenciados com o nome de Krusty Krab, principalmente com a venda de figuras de aquários e jogos infantis.

## Impacto cultural

### Recepção
O Krusty Krab foi reconhecido por inúmeras publicações — incluindo de BuzzFeed, New York Daily News, Screen Rant e o website de alimentos The Daily Meal [en] — como o restaurante que os criadores delas desejavam que fossem reais. Da mesma forma, como declarado no Boston.com, "Claro, podemos comprar bolos de caranguejo, mas desejamos experimentar o sanduíche de assinatura do Krusty Krab, os 'Krabby Patties'. Se ao menos pudéssemos pegar um traje como o de Sandy e viajar para o Bikini Bottom." Em outra lista publicada pelo The Daily Meal, o restaurante configurou na primeira posição dos "lugares fictícios da TV" em que os leitores desejavam poder jantar. Em 2016, a revista Time listou o Krusty Krab como uma das dezoito empresas fictícias mais influentes da história.

### Versões da vida real
O Krusty Krab inspirou vários estabelecimentos reais não afiliados à Nickelodeon ou à sua empresa controladora, a Viacom. Em Santa Elena, na Costa Rica, um restaurante de mesmo nome foi inaugurado em 2012, mas encerrou as atividades um ano depois. Em 24 de julho de 2014, na cidade palestina de Ramala, uma empresa chamada Salta Burgers recebeu repercussão online após ter construído um Krusty Krab, o qual serve frutos do mar e sua própria versão do Krabby Patty. Na capital da Rússia, Moscou, um restaurante temático inspirado no correspondente fictício foi aberto em 2016. Já em Dávao, nas Filipinas, um café inaugurado em 2017 recebeu o nome de KrustyKrub Cafe porque o filho dos proprietários é fã do seriado. Tanto este quanto o restaurante russo servem suas próprias versões do Krabby Patty. Nos Estados Unidos, alguns comentaristas observaram essas imitações estrangeiras. O jornal Houston Press [en] escreveu: "o longo braço da lei de marcas registradas nos EUA não ultrapassa as águas internacionais. Todo país tem seu próprio processo de requisição da patente que deve ser seguido".
Em janeiro de 2016, a Viacom processou a IJR Capital Investments depois de ter descoberto que esta havia aplicado à sua própria marca registrada o nome Krusty Krab no Escritório de Patentes e Marcas dos Estados Unidos em dezembro de 2014 e que planejava abrir dois restaurantes adotando o apelido em Houston e Los Angeles. No processo, a Viacom alegou que os restaurantes propostos seriam uma infração, apesar de a companhia não ter registrado uma marca comercial formal para a denominação. Proprietário da IJR, Javier Ramos Jr. afirmou que pensou no nome se referindo à "crosta que gruda no topo dos caranguejos quando são colocados em uma fervura de frutos do mar" e alegou não ter ouvido falar do Krusty Krab no seriado e que o escolheu depois de ter verificado no Google e não ter encontrado restaurantes usando esse nome. Apesar da marca ter sido registrada no Escritório de Patentes e Marcas dos Estados Unidos, um juiz federal do Texas decidiu, em janeiro de 2017, que a IJR violou os direitos da Viacom sobre a propriedade de SpongeBob, citando: "a propriedade de uma marca comercial é estabelecida pelo uso, não pelo registro". Em maio de 2018, a Corte de Apelações dos Estados Unidos para o Quinto Circuito decidiu que a Viacom merecia proteção de marca registrada e que a IJR não poderia usá-la.

### San Diego Comic-Con de 2019

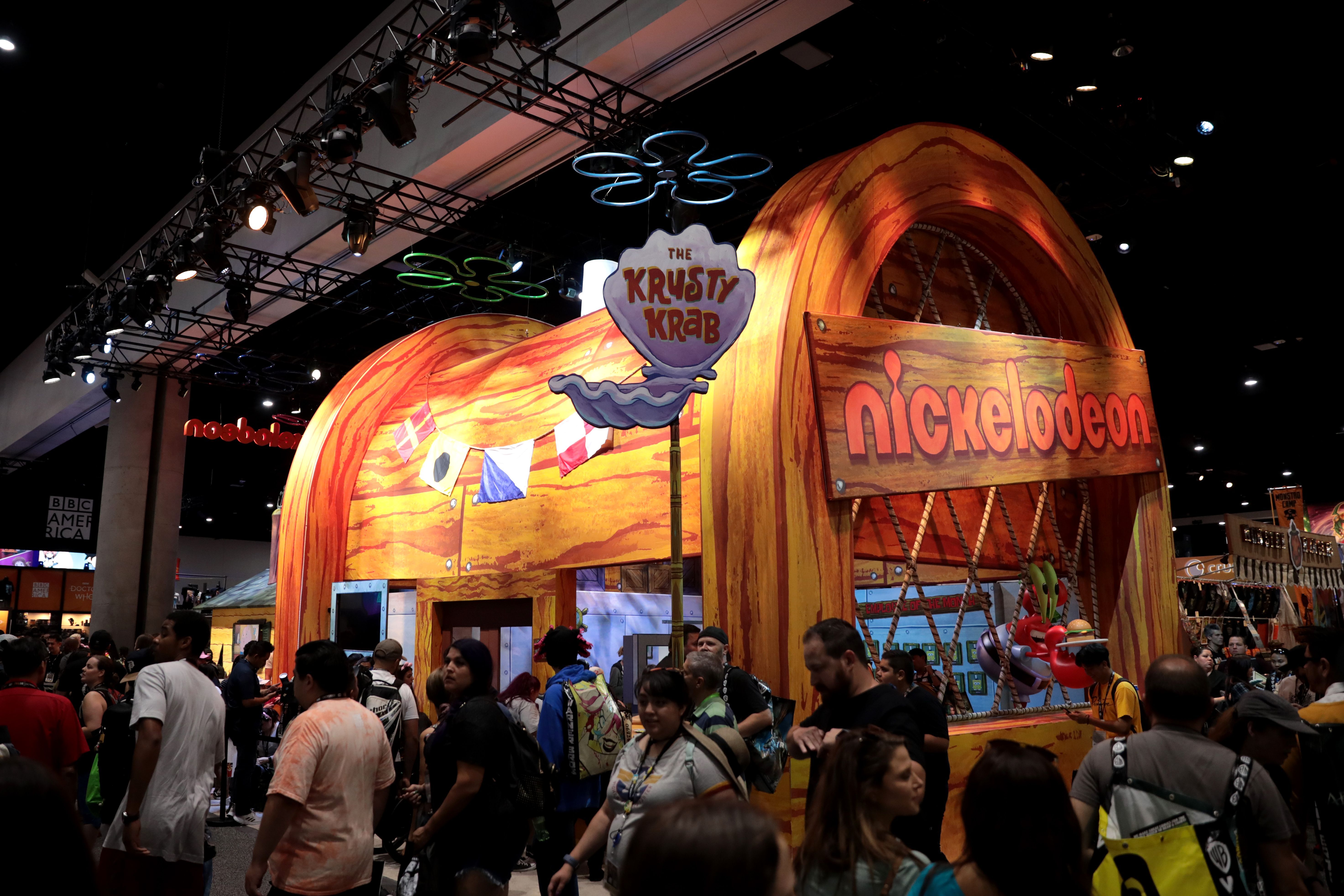
Réplica do Krusty Krab na San Diego Comic-Con de 2019

Em comemoração ao vigésimo aniversário de SpongeBob SquarePants, a Nickelodeon recriou o edifício do Krusty Krab na San Diego Comic-Con de 2019. No interior, um jogo interativo estava disponível aos visitantes, que deveriam concluir os pedidos dos clientes antes do tempo se esgotar. Foi parte do estande de 170 metros quadrados da Nickelodeon no evento, totalmente dedicado ao seriado. O espaço também apresentava réplicas reais da Boating School, da senhora Puff, e do Chum Bucket, que tinha 6,7 m de altura e permitia que os visitantes comprassem itens colecionáveis e adquirissem autógrafos dos membros do elenco da série. De acordo com o Los Angeles Times, a configuração do Bikini Bottom "atraiu centenas de fãs nostálgicos" no primeiro dia da convenção. A Adweek, por sua vez, nomeou o espaço entre suas dez "atrações temáticas de TV favoritas" no evento.